# Niphetogryllacris marianae
Niphetogryllacris marianae är en insektsart som beskrevs av Joyce Winifred Vickery och D.K.M. Kevan 1999. Niphetogryllacris marianae ingår i släktet Niphetogryllacris och familjen Gryllacrididae. Inga underarter finns listade i Catalogue of Life.